# Conus praetextus
Conus praetextus é uma espécie de gastrópode do gênero Conus, pertencente à família Conidae.